# Бендзин-Місто

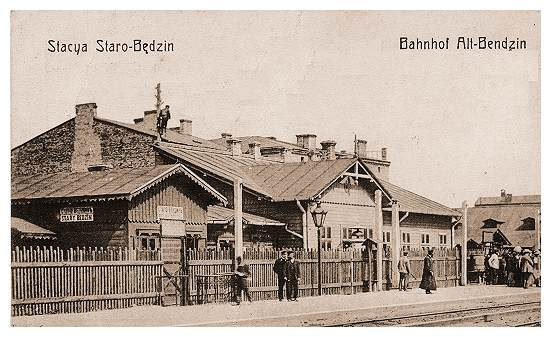
Вокзал Бендзин Місто під час Першої світової війни

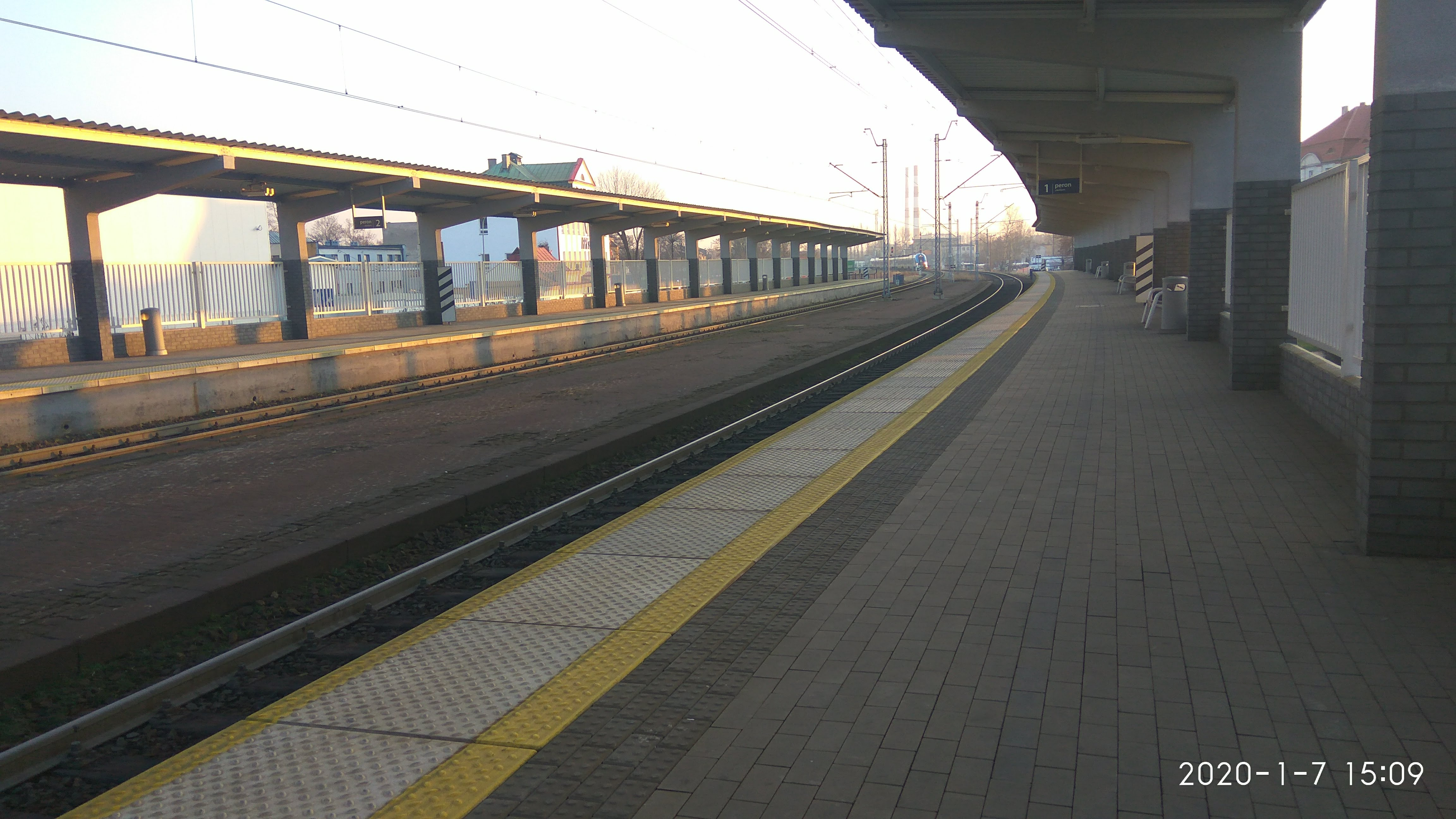
Платформа вокзалу

Бендзин Місто — (пол. Będzin-Miasto) пасажирська зупинка в Бендзині, в Сілезькому воєводстві, в Польщі. Станція обслуговує головним чином місцеві сполучення в рамках Верхньосілезької конурбації, метрополії і воєводства. Є також кілька регіональних сполучень з містами інших воєводств, такими як: Білосток, Гдиня, Люблін, Ольштин та Варшава. Зупиняються тут поїзди: Сілезькі залізниці, Превози Регіональні – REGIO, PKP Intercity: TLK та ІнтерСіті.

## Будівля вокзалу
Первісна будівля вокзалу, збудована близько 1859 року, швидко перестала відповідати потребам міста через частково дерев'яну конструкцію та невеликий об'єм Сучасний вокзал у стилі модернізму був спроектований на площі 4800 м² в 1927 році відомим архітектором Едгаром Норвертом (конструктором був Станіслав Гемпель). Будівля вокзалу, збудована фірмою «Пронашко і Собєшек», була здана в експлуатацію навесні 1931 року, із затримкою на два роки від запланованого терміну. Проект вокзалу в Бендзіні був готовий уже в 1927 році, але через відсутність фінансування та труднощі з викупом приватної ділянки будівлю було здано в експлуатацію лише у 1931 році. Багато років модерністичний вокзал був однією з візитівок міста, але пізніше почалося її занепадання. До 2006 року вокзал перебував у дуже поганому стані через багаторічні недоліки ремонту. Влітку 2006 року почалися ремонтні роботи. На першому етапі був відремонтований дах, розібраний верх комина на вежі та відновлений; замінені вікна та двері. На другому етапі було замінено інженерні мережі. Фінальний етап (2010-2012) включав встановлення ліфта, відкриття будівлі на площу Залізниці Варшавсько-Віденської через збільшення віконних отворів у західній стіні, адаптацію поверхів на першому поверсі під оренду.

## Пасажирський рух
| Рік  | Кількість пасажирів на добу |
| ---- | --------------------------- |
| 2017 | 700-199                     |
| 2022 | 1 100                       |

## Інфраструктура
На станції розташовано дві криті платформи зі зручностями для осіб з інвалідністю, кожна з яких має один колійний край. Платформи з'єднані з будівлею вокзалу підземним переходом. У будівлі вокзалу є зала очікування, квиткова каса, автомат для квитків Сілезьких залізниць, туалети та комерційні приміщення. Після ремонту (2006-2012) у будівлі вокзалу «Бендзін Місто» розміщено штаб-квартиру міської варти, філію бібліотеки, кав'ярню та квиткову касу.

## Транспортна доступність
Перед головним входом до вокзалу знаходиться станція міського велосипеду Metrorower № 27796 та велосипедні стійки. Неподалік станції знаходиться стоянка таксі та автобусна зупинка Бендзін Пошта (30 м) поблизу головного входу та Бендзін Брата Альбера (200м) зі східної сторони станції. Один із важливих транспортних вузлів міста, Бендзін-Стадіон, що забезпечує автобусне та трамвайне сполучення, у тому числі до інших міст Метрополії, розташований за 900м.